# Хиндукуш
Хиндукуш (перс. هندوکش, хинд. हिन्दु कुश — планине Инда) je планински масив у средњој Азији у државама Авганистан и Пакистан. Најзападнији је део великог масива којег сачињавају Хималаји, Памир и Каракорум. Простире се у дужину око 1200 километара и ширину око 240 километара.
Ланац чини западни део Хималајске регије Хинду Куш (HKH); на северу, близу његовог североисточног краја, Хиндукуш се ослања на планине Памир близу тачке где се границе Кине, Пакистана и Авганистана састају, након чега иде на југозапад кроз Пакистан и улази у Авганистан близу њихове границе. Источни крај Хиндукуша на северу се спаја са Каракорамским венцем. Према свом јужном крају спаја се са Белим планинама у близини реке Кабул. Она дели долину Аму Дарје (древни Окс) на северу од долине реке Инд на југу. Ланац има бројне високе врхове покривене снегом, а највиша тачка је Тирих Мир или Теричмир на 7.708 m (25.289 ft) у дистрикту Читрал у Хајбер Пахтункви, Пакистан.
Регион Хинду Куша био је историјски значајан центар будизма, са локалитетима као што су Бамијанске Буде. Ланац и заједнице настањене у њему били су домаћини древним манастирима, важним трговачким мрежама и путницима између Централне Азије и Јужне Азије. Док је огромна већина региона већ неколико векова већински муслиманска, одређени делови Хинду Куша су исламизовани релативно недавно, као што је Кафиристан, који је задржао древна политеистичка веровања све до 19. века када је конвертован у ислам од стране Дуранског царства и преименован у Нуристан („земља светлости“). Хиндукуш је такође био пролаз за инвазије на Индијски потконтинент, и наставља да буде важан за савремено ратовање у Авганистану.

## Извор имена
Први Европљанин који је дошао до ланца Хиндукуша је био 329. п. н. е. Александар Македонски. Ланац је назвао Планина Инда (грч. Καύκασος Ινδικός) и име се одржало до данас. У Санскриту тај горски ланац носи име Pāriyatra Parvat шта је наводно нека верзија имена Hindu-Kusha шта буквално значи Седиште реке Инд.
Најранија позната употреба персијског имена Хиндукуш се јавља на мапи објављеној око 1000. године. Неки савремени научници изузимају простор и називају планински ланац Хиндукуш.

### Етимологија
Хиндукуш се углавном преводи као „Убица Хиндуса“ или „Хинду-убица“ од стране већине писаца. Термин је најраније употребио Ибн Батута. Према њему Хиндукуш значи Хинду убица јер су робови са Индијског потконтинента умирали у тешким климатским условима планина док су одвођени из Индије у Туркестан.

## Горски прелази и највиши врхови
Најзначајнији планински прелази су 3878 метара високи Котал-е Саланг који повезује Кабул односно јужни и северни Авганистан и Котал-е Шибар са 3260 метара. Према индијском подконтиненту води прелаз Кибер (1027 метара), док Кабул и Пакистан повезује прелаз Танг-е Гару.
Врхови Хиндукуша су :
- Тирич Мир (7699 m)
- Ношак (7492 m)
- Истор-о-Нал (7403 m)
- Сараграр I (7338 m)

## External links
- Khyber Pass
- Early Explorers of the Hindu Kush Архивирано 3 јул 2012 на сајту
- Geology
- More geology
- And more geology

35° 00′ N 71° 00′ E / 35.000° С; 71.000° И